# Годлевский, Леонард Каэтанович
Леонард Каэтанович Годлевский (6 ноября 1832 — ?) — русский генерал-лейтенант; участник Крымской войны (1853—1856), польской кампании (1863—1864), русско-турецкой войны (1877—1878).

## Биография
Леонард Годлевский происходил из дворян католического вероисповедания. Окончил частное учебное заведение.
На военной службе состоял с 26 февраля 1852 года. 27 августа 1854 года произведён в прапорщики, служил в Эстляндском пехотном полку. С 18 марта 1858 года — подпоручик, с 11 марта 1860 года — поручик, с 15 марта 1863 года — штабс-капитан, с 15 марта 1868 года — Капитан.
9 декабря 1874 года Л. К. Годлевский был произведён в майоры; в 1876—1883 гг. командовал ротой; с 28 ноября 1877 года — подполковник.
С 1883 по 1885 гг. — командир батальона; 18 марта 1885 года произведён в полковники. В 1885—1899 гг. — командир отдельного батальона.
В 1899 году был  произведён в генерал-майоры. С 15 апреля 1899 по 1907 гг. — генерал для особых поручений при командующем войсками Казанского военного округа. С 1906 года — генерал-лейтенант Русской императорской армии.
Леонард Каэтанович Годлевский умер до начала Первой мировой войны, похоронен на военном кладбище Арского некрополя в Казани.

### Семья
Женат.  Жена - Наталья Казимировна.
Четверо детей, в том числе:
- Владимир — капитан (1903).
- Александр
- Константин - ветеринарный врач, преподаватель (1914).

## Награды
- Орден Святого Станислава 3-й ст. (1865);
- Орден Святой Анны 3-й ст. (1872);
- Орден Святого Станислава 2-й ст. с мечами (1876);
- Орден Святой Анны 2-й ст. (1883);
- Орден Святого Владимира 3-й ст. (1889);
- Знак отличия «За XL лет беспорочной службы» (1896);
- Орден Святого Станислава 1-й ст. (1903);
- Орден Святой Анны 1-й ст. (1904).